# La mort d'Ivan Ilitx
La mort d'Ivan Ilitx (en rus: Смерть Ивана Ильича, Smert Ivana Ilitxa), publicada per primer cop el 1886, és un relat de Lev Tolstoi. Es tracta d'una de les obres de ficció més elogiades de la darrera etapa de l'autor rus. Sorgeix, en part, de l'angoixa intel·lectual i de la lluita espiritual de l'autor que el va dur a la conversió al cristianisme. En el centre de la història hi ha l'examen sobre la natura de la vida i la mort, i com pot l'home arribar a acceptar la inevitabilitat de la mort. Vladimir Nabokov i Mahatma Gandhi defensaven aquesta obra com la millor de tota la literatura russa.
La mort d'Ivan Ilitx és el reflex del significat misteriós que tenia la mort per a Tolstoi. L'argument gira a l'entorn d'Ivan Ilitx, un petit buròcrata que fou educat sota la convicció que podria assolir un càrrec al govern de l'imperi tsarista. De mica en mica, els seus ideals es van complint. Tanmateix, s'adona que aquest esforç no ha servit de res, ja que en arribar a la posició que sempre havia somiat, es pregunta quin sentit han tingut tants sacrificis.
El relat va adquirint una gran potencialitat. Això es visualitza als moments de recerca interna d'Ivan, que ho ha aconseguit tot, té una família decent i una posició respectable, però li falta una cosa: la pròpia existència. El lector s'adona que Ivan va desapareixent mentre va avançant la trama, a partir del moment que li notifiquen que pateix una malaltia que té l'origen en un cop, totalment simbòlic, que es fa al caure d'unes escales en un accident domèstic. Ivan no sabrà què fer, i desitja en primer lloc trobar consol. Però, davant de la seva sorpresa, aquest li és negat fins i tot pels seus éssers estimats. Ivan és una nosa per a la gent que l'envolta, que desitja que es mori perquè els deixi lliure una plaça burocràtica.
Ivan veu com el fantasma de la mort ronda per casa seva, sentirà les seves passes i resarà per curar-se. Però tot serà inútil: al final, el destí li jugarà una mala passada i morirà.
L'obra va més enllà del simple tema de la mort. El protagonista s'adona, amb la seva pròpia mort, que tot té un final i que, mitjançant aquest final, podrà descansar.
En català n'existeixen quatre versions, una del 2002 signada per Anna Estopà, una de Victòria Izquierdo i Àngels Margarit publicada l'any 2004 en un volum conjunt amb La sonata a Kreutzer i finalment una traducció de Francesc Payarols, a cura de l'Editorial Barcino. També n'hi ha una traduïda per Arnau Barios, juntament amb La sonata Kreutzer (1889) i Hadjí Murat (1896-1904), recollida en el volum tres novel·les breus, publicat per Club Editor el 2023.

## Resum

### Capítol 1
Els membres del tribunal i el fiscal es van reunir al despatx d'Ivan Yegorovich, i van començar a parlar del cèlebre assumpte krasousk. Posteriorment se'ls va notificar la mort d'Ivan Ilitx (membre del tribunal de la justícia). Mitjançant el periòdic a Fyodor Vasilyevich sota el titular "Praskovya Fyodorovna Golovina comunica la mort del seu estimat marit que va morir el dia 4 de febrer del 1882 d'una malaltia...".
El primer que van pensar els presents va ser qui ocuparia el lloc del difunt, ja que en el cas que es posés malalt el seu lloc de treball estaria reservat. En canvi en morir, el lloc que va quedar vacant hauria de passar a Alekseyev i el lloc d'Alekseyev podria passar a Vinnikov o a Shtabel. La mort d'Illich va suposar canvis en els llocs de treball, a més, es qüestionaven si el difunt havia deixat alguna herència a la seva esposa.
El dia del vetlatori, Pyotr va anar a casa del difunt i es va dirigir a aquest fingint una certa tristor per la pèrdua. L'esposa d'Illich li va demanar mantenir una conversa en la qual demostren que tots dos estaven fingint. La dona volia treure'n profit de l'assumpte com a viuda. Pyotr l'informa que no hi ha possibilitat d'expirar a més.

### Capítol 2
La vida d'Ivan Ilitx va ser senzilla i ordinària. Va morir als 45 d'edat. El seu pare treballava en diversos ministeris i negocis. Ilitx era el segon fill, tenia dos germans i una germana. Tal com diu en el llibre, Ivan era el "phénix de la famille", llest i molt viu, agradable i discret. Va estudiar en la Facultat de Dret, entregat al liberalisme i la sobirania. Quan es va graduar el seu pare li va donar diners i es va comprar un collaret de rellotge sota el lema "respice finem" mirada fins al final.
Per influència del seu pare va ocupar el càrrec d'ajudant del governador per a serveis especials de seguretat. Va treballar durant 5 anys fins que va passar a ocupar el càrrec de jutge d'instrucció d'una de les noves institucions judicials. Va ser un dels primers jutges a aplicar el nou codi del 1864. Sempre tenia una actitud discreta i es relacionava amb els millors juristes i els nobles rics de la ciutat.
Al cap de dos anys va conèixer a la seva futura esposa, Praskovya. Una dona atractiva, llesta i brillant en el cercle que es rodejava Illich. Es van casar i durant els primers mesos van tenir una crisi matrimonial perquè la seva dona tenia queixes contínues. També va néixer el seu primer fill. Illich va tenir la necessitat de formar-se fora de la vida familiar, ja que això l'angoixava. Al cap de tres anys va ascendir a ajudant del fiscal, i van néixer els altres tres fills. Malauradament el cost de la vida cada vegada era major i van morir dos dels fills d'Illich, la seva vida familiar cada cop era més desagradable.

### Capítol 3
Així durant 16 anys de matrimoni, Illich es va anar formant i va esdevenir un fiscal veterà. Ell esperava ser president del tribunal en una ciutat universitària, però Hoppe va ocupar el seu lloc. Això va succeir l'any 1880, va ser l'any més dur de la seva vida, ja que el sou no arribava per a tenir un bon nivell de vida. A més ningú se'n recordava d'ell, se sentia abandonat inclús pel seu pare. Va marxar a Petersburg per tal d'intentar aconseguir un augment de sou.
A causa dels canvis que es van produir en el ministeri, Zahar Ivanovich va aconseguir que augmentessin el sou a Illich en situar-lo en el seu antic departament de justícia. Va ser anomenat una setmana després i als seus companys no els va semblar bé que pugés de categoria i que li augmentessin el sou.
A partir d'aquest moment la vida d'Iván Illich va millorar, la relació amb la seva esposa es va estabilitzar, es van mudar a un nou pis i la seva vida va començar a ser més alegre i còmoda. En el seu treball era brillant, ja que sabia diferenciar la vida privada, de la vida oficial. Es relacionava amb grups socials d'alt nivell i amb persones famoses així com la família Golovin.

### Capítol 4
En aquest capítol es comença a relatar el principi de la seva malaltia. Sentia molèsties a la part esquerra de l'estòmac acompanyat per canvis d'humor bruscos. Això provocava grans discussions amb la seva dona.
Va acudir a diferents metges, però cap dels tractaments que l'impartien li van fer efecte. És a partir d'aquest moment quan va començar a preocupar-se per la seva salut.
A mesura que anava passant el temps la seva salut cada cop empitjorava més, presentava una pèrdua d'apetit i debilitat física. Se sentia incomprés, deia que ningú l'entenia, que tan sols ell ho patia que als altres no els importava el seu dolor. Inclús a vegades els seus companys li feien bromes com "qui ocuparia el teu lloc" sobretot Schwartz.

### Capítol 5
En aquest capítol apareix el cunyat d'Ivan Illich. Aquest últim el va veure en arribar del jutjat, en el seu despatx. Van creuar la mirada i la del cunyat va ser una gran revelació per Illich.
"El cunyat va badar la boca per deixar anar una exclamació, però es va contenir. Aquest gest va confirmar-li-ho tot."
Ivan Illich es va quedar pensant sobre el seu aspecte físic, el canvi que s'havia produït arran de la seva malaltia. Per tal de dissipar aquests pensaments, es va traslladar a la sala on estava la seva esposa i el seu cunyat, i d'amagat va escoltar la conversa en què el seu cunyat deia:
- «Com que exagero? És que no veus que és un mort? Mira-li els ulls... no hi ha llum en ells. (...) »
Aquestes afirmacions i interrogants duts a terme pel seu cunyat, van portar-lo a allunyar-se d'aquella sala i pensar sobre el seu ronyó.
Va decidir anar a visitar al metge. Aleshores Ho va entendre tot.
- «Hi havia una cosa, una cosa petita en l'apèndix.»
A la nit d'aquell mateix dia hi havien convidats a casa, tocaven el piano, conversaven i Ivan Illich es mostrava animat, però no va trigar massa a retirar-se al seu dormitori. Un cop allà pensà sobre el medicament, la malaltia i la mort.
- (...) «De què serveix enganyar-me? Per ventura no veuen tots menys jo, que m'estic morint, i que solament és qüestió de setmanes, de dies... potser ara mateix?»
Finalment va reflexionar sobre la gent que l'envoltava. No volia dir què li passava perquè pensava que realment no els importava i que no ho entendrien.

### Capítol 6
El protagonista es troba en la següent situació: "Ivan Illich s'adonava que es moria i la seva desesperació era permanent."
La idea de morir ni la comprenia ni la comprendria. En aquest moment del capítol es realitza una comparació amb Cayo en què es diu que aquest és un ésser humà, i com a tal és mortal. Illich ho veia legítim però no amb si mateix. No acceptava la seva mortalitat per la forma en la qual anava a morir, ho veia com un fet injust.
- «Va tractar d'espantar aquell pensament fals i morbós per posar en el seu lloc altres pensaments saludables i correctes. Però aquell pensament – i més que pensament la realitat mateixa tornava una vegada tres altra i s'encarava amb ell.»
Va intentar cobrir aquells pensaments amb d'altres, que abans ja l'havien protegit sobre la idea de la mort.
- «(...), no produïa efecte algun.»
Va tornar a la feina per tractar de distreure's i funcionava, fins que li tornà el dolor del costat.
«(...), va trobar noves pastilles que durant poc temps semblaven salvar-li, però que molt aviat es van veure a baix o, millor dit, es van prendre transparents, com si allò les penetrés i res pogués posar-li límit.»

### Capítol 7
Ivan Illich es trobava en el tercer mes de la malaltia i havia experimentat un empitjorament considerable. Familiars, coneguts, criats i ell mateix sabien que era més que evident la seva futura mort.
Ara, Illich desitjava la mort, deslliurar-se de tot, del patiment, i alliberar els altres que havien de cuidar-lo i vetllar per ell. Els medicaments van augmentar afegint dosis de morfina. Fins i tot se'l va marcar una dieta que l'avorria i li produïa fàstic.
L'ajudant del majordom, en Gerasim, s'ocupà d'Illich pel que fa al seu benestar, i el que més li molestava a Illich, era que hagués de dependre d'ell tota l'estona. Però, Gerasim feia que inclòs aquestes situacions no fossin tan repulsives.
«(...)Gerasim feia tot això amb temps i senzillesa, i de tan bona gana i amb tan notable afabilitat que commovia al seu amo.»
Era amb l'únic amb qui se sentí tranquil, alleujat. Ja que el que més molestà a Illich era la mentida en la qual vivien els familiars i la gent del seu voltant. No acceptaven la seva mort, el seu estat, no veien les evidències.
Ivan Illich buscava que no se'l mentís, que el consentissin, el ploressin i que es compadeixin d'ell, i aquestes sensacions només les trobava amb Gerasim.

### Capítol 8
En el moment en el qual es trobava Illich ja no l'importava ni quin dia de la setmana o del mes era, ja que el que ocupava tot el seu temps era el dolor que patia.
Tenia por de quedar-se sol, i per tal d'evitar que els criats marxessin feia demandes de posicions, pel vestuari, per les medicines, per qualsevol cosa amb la finalitat de cridar la seva atenció.
En el moment que l'havien de canviar de roba intentava evitar el contacte dels seus ulls amb el seu cos perquè es provocava repulsió a ell mateix.
«(...)es va mirar en el mirall. Li va horroritzar el que va veure.»
Intentava evitar les dosis de morfina, ja que l'anul·laven completament.
L'endemà al matí va rebre la visita del metge, el qual prengué en un primer moment un aire amistós i tot seguit més seriós. Li va recomanar evitar aquella posició que el feia dormir tan còmode amb l'ajuda de Gerasim, amb els peus amunt.
Quan la seva dona entrà per la porta, Illich se la mirà de dalt a baix i l'únic que li transmetia era distància.
«(...)La detesta amb tota l'ànima, i l'arravatament d'odi que sent per ella li fa sofrir quan ella li toca.»
Fyodorovna el va avisar sobre la visita d'un nou metge, el qual li donà esperances de vida, que aviat li van marxar en veure, encara, els medicaments.
Per un moment va creure que la mentida que tant detestava de la família desapareixia, quan els seus fills i la seva esposa estaven amb ell a l'habitació en silenci, però realment no. Ell segueix estant malalt per molt que tingui esperances.
Tot seguit van marxar i es va quedar sol amb els criats a casa.

### Capítol 9
La dona d'Illich va tornar i volia que en Gerasim s'anés per a quedar-se amb el seu marit. Però aquest no volia que ella li fes companyia.
Li va recomanar que prengués opi, tot i això el seu estat seguia sent terrible, a part de patiment psicològic ja en si anava acompanyada de patiment físic. Va arribar un punt que no volia ni que en Gerasim li fes companyia.
- «Vés-te, Gerasim » -va murmurar.
- «No es preocupi, senyor. Estaré un ratet més.»
- «No. Vés-te'n.»
El dolor era molt fort i no cessava de plorar. Després es va calmar i no només va cessar de plorar, sinó que va retenir l'alè i tot ell es va posar a escoltar; però era com si escoltés, no el so d'una veu real, sinó la veu de la seva ànima, el curs dels seus pensaments que fluïa dins de si. Demanava tornar a la vida agradable que va tenir en un passat, però era impossible.
Com més s'allunyava de la infància i més s'acostava al present, més trivials i dubtosos eren aquestes alegries.
«Potser he viscut com no devia se li va ocórrer de sobte-». Però com és possible?
«Llavors què vols ara? Viure? Viure com? Viure com vivies en els tribunals quan anunciaven: «Arriba el jutge...» «Arriba el jutge, arriba el jutge -es repetia a si mateix-. Aquí està ja.»
«Però si no sóc culpable! -va exclamar enutjat -. Per què?»
I va deixar de plorar, però tornant-se de cara a la paret va seguir fent-se la mateixa i única pregunta: Per què, a què ve tot aquest horror?
Però per molt que preguntava no trobava la resposta. I quan va sorgir en la seva ment, com sovint esdevenia, la noció que tot això li passava per no haver viscut com devia, recordava la rectitud de la seva vida i la rebutjava.

### Capítol 10
Des del començament mateix de la malaltia, des que Ilitx va ser al metge per primera vegada, la seva vida s'havia dividit en dos estats d'ànim contraris i alterns: un era la desesperació i l'expectativa de la mort espantosa i incomprensible; i l'altre era l'esperança i l'observació agudament interessada del funcionament del seu cos. Una de dues: davant els seus ulls hi havia només un ronyó o un intestí que de moment es negaven a complir la seva funció, o bé es presentava la mort incomprensible de la qual era impossible escapar.
Aquests dos estats d'ànim havien alternat des del començament mateix de la malaltia; però a mesura que aquesta avançava es feia més dubtosa i fantàstica la noció que el ronyó era la causa més real d'una mort imminent.

### Capítol 11
A mesura que anaven passant els dies i els mesos els dolors eren cada vegada més intensos i el seu caràcter era alterat amb la gent del seu entorn.
Era cert el que deia el metge, que els dolors d'Ivan Ilitx devien ser atroços; però més atroços que els físics eren els dolors morals, que eren el seu major turment.
A Ilitx se li va ocórrer que el que abans li semblava totalment impossible, plantejar-se que no havia viscut la seva vida com l'havia d'haver viscut, podia ser veritat.
«Però si és així -es va dir-, si surto de la vida amb la consciència d'haver destruït tot el que em va ser donat, i és impossible rectificar-ho, llavors què?»
Poc després va arribar el sacerdot, Ivan Ilitx es va calmar i li va semblar sentir que se li alleugerien els dubtes i amb això els seus dolors, i durant un moment va tenir esperança. Va tornar a pensar en l'apèndix i en la possibilitat de corregir-ho. Va combregar i es va confessar amb llàgrimes en els ulls.
Quan es van tornar a ficar-li al llit després de la comunió va tenir un instant d'alleujament i de nou va brollar l'esperança de viure. Va començar a pensar en l'operació que li havien proposat.
«Viure, vull viure» -es va dir.

### Capítol 12
Aquests tres dies, durant els quals el temps no existia per a ell, va estar resistint. Resistia com resisteix un condemnat a mort, sabent que no pot salvar-se; i amb cada minut que passava sentia que, a despit de tots els seus esforços, s'acostava cada vegada més al que tant l'atemoria. Tenia la sensació que el seu turment es devia al fet que li empenyien cap a aquest forat negre i, encara més, al fet que no podia entrar sense esforç en ell. La causa de no poder entrar d'aquesta manera era el convenciment que la seva vida havia estat bona. Aquesta justificació de la seva vida li retenia, no li deixava passar endavant, i era el turment més gran de tots.
De sobte va sentir que alguna cosa li copejava en el pit i el costat, fent-li encara més difícil respirar; va ser caient pel forat i allà, en el fons, hi havia una llum. El que li ocorria era el que sol ocórrer en un vagó de ferrocarril quan pensa un que va cap enrere i en realitat va cap a davant, i de sobte s'adona de la veritable adreça. Després de molt de patiment va morir i les seves últimes paraules van ser les següents:
«Aquest és la fi de la mort» -es va dir-. «La mort ja no existeix.»